# ホーチミン人民委員会庁舎

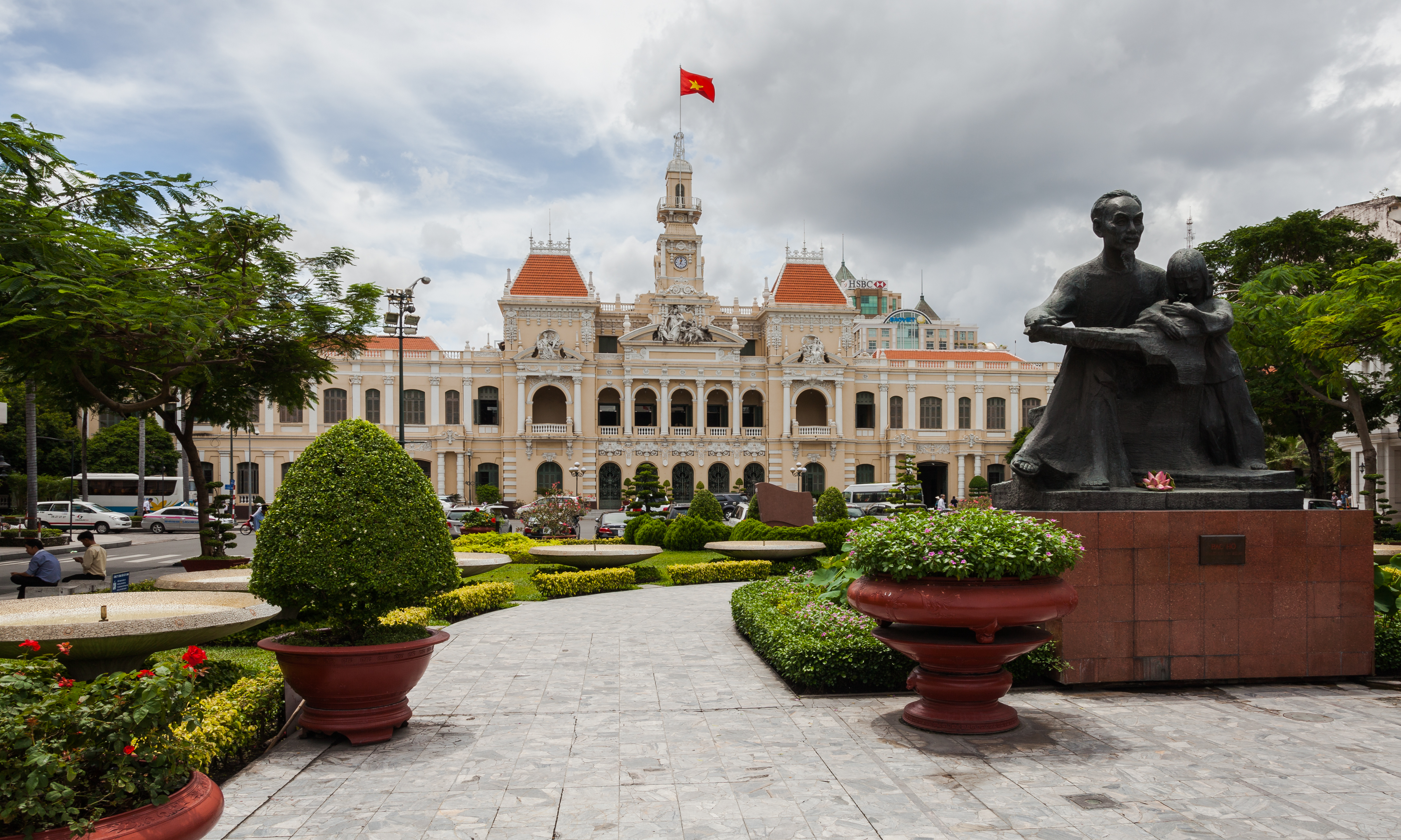
ホーチミン市庁舎

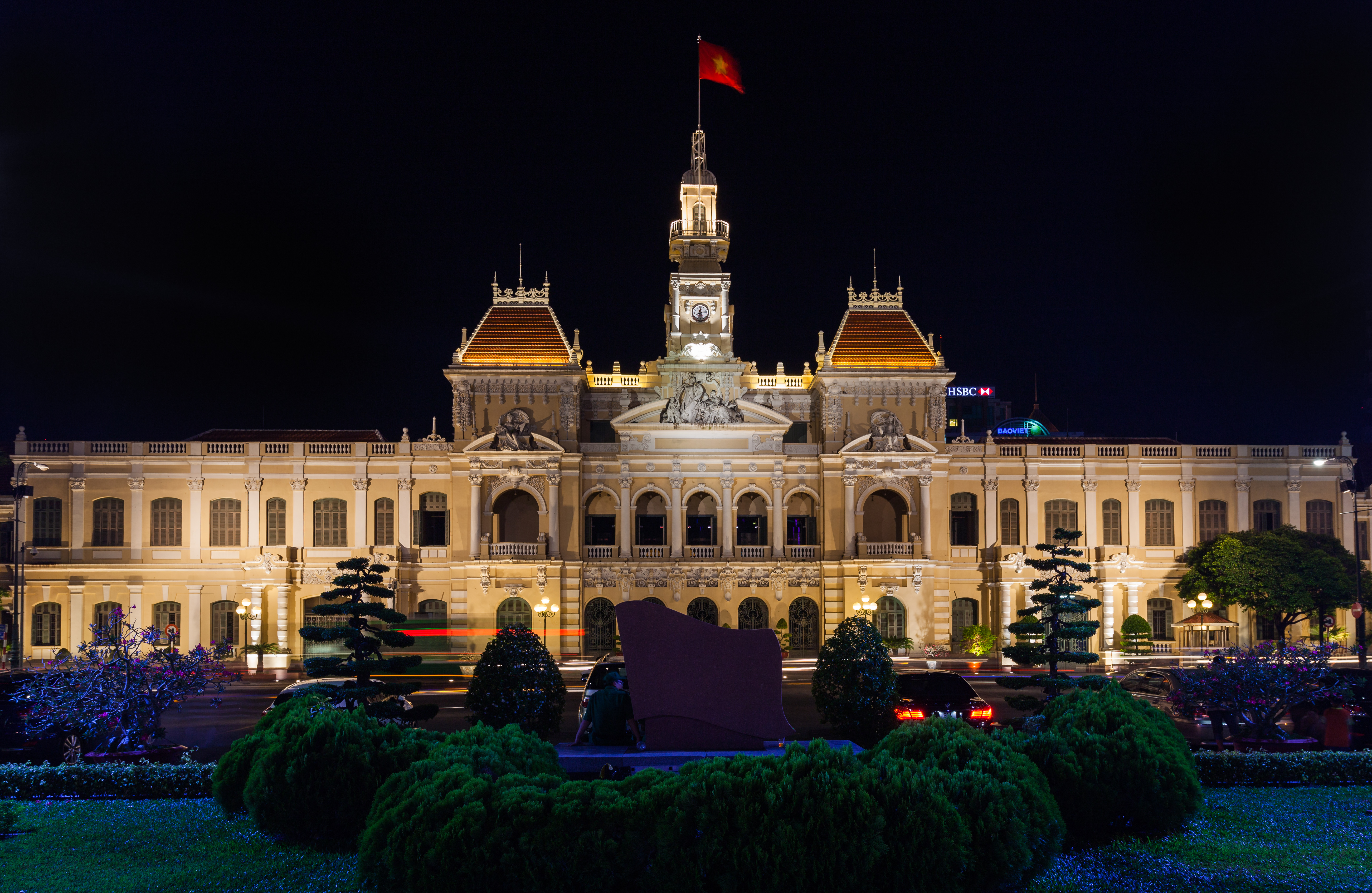
ホーチミン市庁舎夜景

ホーチミン市人民委員会庁舎 (Trụ sở Ủy ban Nhân dân Thành phố Hồ Chí Minh / 住所委辦人民城庯胡志明 )、通称ホーチミン市庁舎、サイゴン市庁舎は、1902年から1908年にかけて、当時のサイゴン市庁舎としてフレンチコロニアル様式で建設された。
1975年以降、ホーチミン人民委員会庁舎と称される。
ホーチミン市庁舎の優雅なコロニアル建築は、一般公開されていないにもかかわらず観光客に人気で、記念写真の撮影ポイントとなっている。
外観の撮影は可能で、特に夜間にライトアップされた建物がとても美しい。
1990年には、ホー・チ・ミンの誕生百周年を祝して建物正面前の公園にホー・チ・ミンのブロンズ像が設置された。これは、腰かけた「ホーおじさん」と彼に寄りそう少女の像であった。

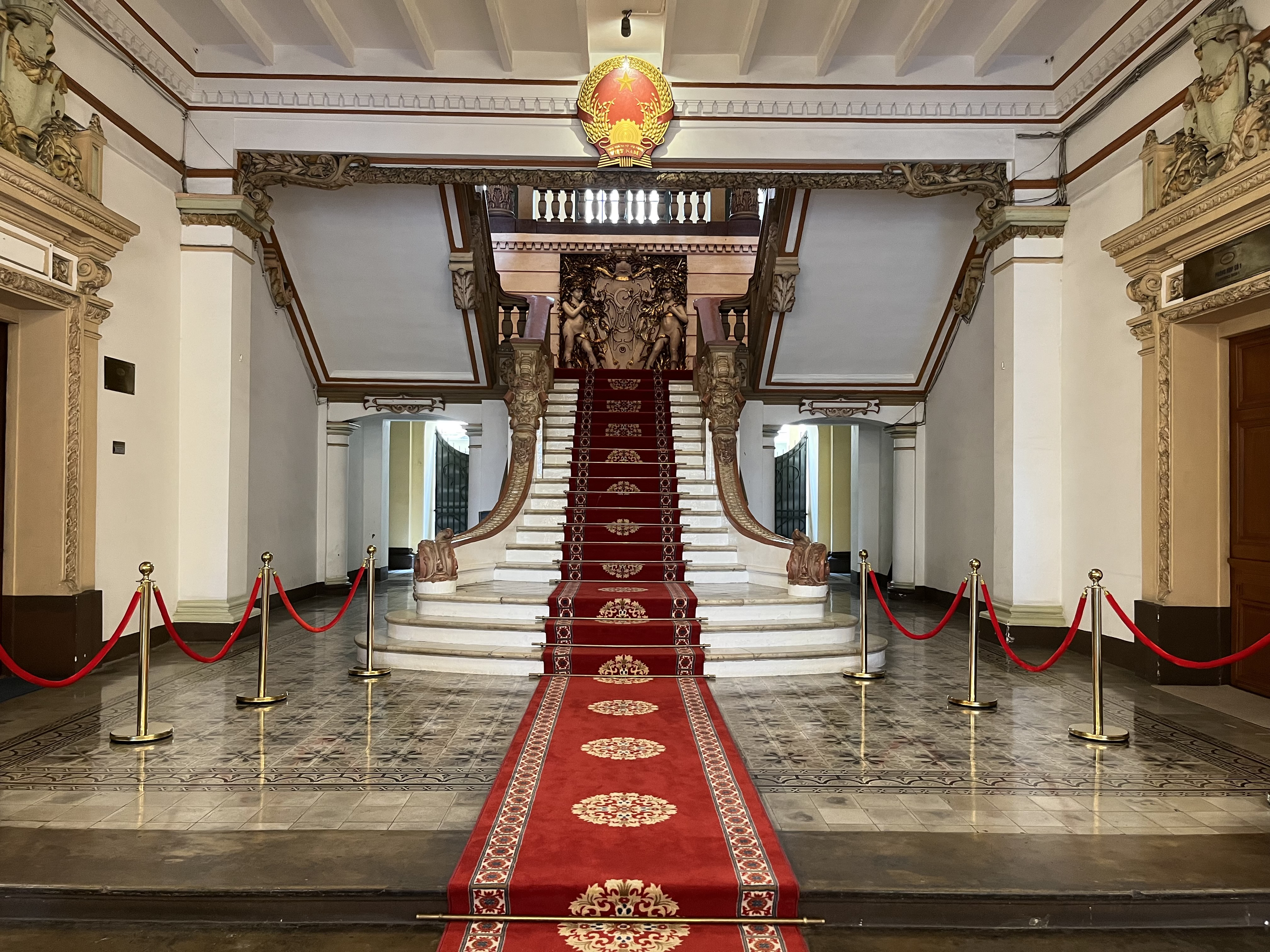
ホーチミン市庁舎の内部

2015年5月には、新しい像に置き換えられた。新しい像もまたブロンズ製で高さは7.2メートル、支持者に挨拶する姿の立像となった。
ホーチミン市の1区に位置し、非常に分かりやすい立地である。ベンタイン市場前のロータリーからレロイ通りを北東に進む。グエンフエ通りとの交差点で左折すると、正面に見えるのが人民委員会庁舎である。レロイ通りには2、3、13、36番のバスが通っているので、それを利用して4番目のバス停で降りることもできる。